# Idaea montana
Idaea montana là một loài bướm đêm trong họ Geometridae.